# Zapus hudsonius preblei
El ratón saltarín de las praderas Preble (Zapus hudsonius preblei) es una subespecie del ratón saltarín de las praderas, endémico en las tierras altas de Colorado y de Wyoming, en Norte América. No se encuentra en ningún otro lugar en el mundo. Está amenazado de extinción y figura en la Lista Roja de especies amenazadas de los Estados Unidos. Existe un profundo debate hacerse de si es o no realmente un taxón. 

## Descripción
El ratón mide aproximadamente veintitrés centímetros (9 pulgadas) de largo, y puede efectuar saltos continuos de aproximadamente un metro (4 pies), cuando se siente amenazado. Normalmente se desplaza lentamente. Puede nadar y encaramarse a los tallos de ciertas hierbas. Posee largas patas traseras y un rabo escamoso, largo y delgado, del cual se sirve para comunicarse por medio de golpes en el suelo, a modo de tambor. También se comunica por medio de cloqueos y gorjeos.  
Las crías nacen sin pelaje, “desnudas”; viven aproximadamente dos años. Hibernan desde mediados de septiembre a principios de mayo, construyéndo para ello unos nidos mullidos, a base de vegetación. La época de reproducción es de mayo a octubre.
A los ratones saltarines de las praderas les gusta comer, mayormente, plantas, insectos, arañas y babosas. 